# Frezija
Frezija (lat. Freesia), biljni rod iz porodice perunikovki (lat. Iridaceae), smješten u tribus Ixieae, dio potporodice Crocoideae. Pripada mu 16 vrsta trajnica rasprostranjenih po Africi.

## Vrste
1. Freesia andersoniae L.Bolus
2. Freesia caryophyllacea (Burm.f.) N.E.Br.
3. Freesia corymbosa (Burm.f.) N.E.Br.
4. Freesia fergusoniae L.Bolus
5. Freesia fucata J.C.Manning & Goldblatt
6. Freesia grandiflora (Baker) Klatt
7. Freesia laxa (Thunb.) Goldblatt & J.C.Manning
8. Freesia leichtlinii Klatt
9. Freesia marginata J.C.Manning & Goldblatt
10. Freesia occidentalis L.Bolus
11. Freesia praecox J.C.Manning & Goldblatt
12. Freesia refracta (Jacq.) Klatt
13. Freesia sparrmanii (Thunb.) N.E.Br.
14. Freesia speciosa L.Bolus
15. Freesia verrucosa (B.Vogel) Goldblatt & J.C.Manning
16. Freesia viridis (Aiton) Goldblatt & J.C.Manning

## Sinonimi
- Anomatheca Ker Gawl.
- Nymanina Kuntze